# Третья культура
«Третья культура: за пределами научной революции» — книга Джона Брокмана 1995 года, в которой обсуждаются работы нескольких известных ученых, напрямую доносящих свои новые, иногда провокационные идеи до широкой публики. Джон Брокман продолжил тему «Третьей культуры» на веб-сайте Edge Foundation, где ведущие ученые и мыслители делятся своими мыслями на простом английском языке.
Название книги отсылает к работе Чарльза Перси Сноу 1959 года «Две культуры и научная революция», в которой описывается конфликт между культурами гуманитарных наук и науки .

## Содержание
В книгу 1995 года вошли 23 человека:
- физик Пол Дэвис
- биолог Ричард Докинз
- философ Дэниел Деннет
- палеонтолог Найлз Элдредж
- теоретик хаоса Дж. Дойн Фармер
- физик-теоретик Марри Гелл-Ман
- биолог Брайан Гудуин
- геолог/биолог Стивен Джей Гулд
- физик Алан Гут
- изобретатель У. Даниэль Хиллис
- психолог-теоретик Николас Хамфри
- генетик Стив Джонс
- биолог Стюарт Кауфман
- специалист по сложным системам Кристофер Лэнгтон
- биолог Линн Маргулис
- математик и ученый-компьютерщик Марвин Ли Минский
- физик-математик Роджер Пенроуз
- когнитивист Стивен Пинкер
- астрофизик-теоретик Мартин Рис
- когнитивист Роджер Шанк
- физик-теоретик Ли Смолин
- биолог Франсиско Варела
- биолог-эволюционист Джордж К. Уильямс

Книга повлияла на восприятие научно-популярной литературы в некоторых частях мира за пределами США. В Германии она вдохновила несколько газет включать научные отчеты в свои разделы «Фельетон» или «Культура» (например, Frankfurter Allgemeine Zeitung). В то же время суждения в этой книге были источником разногласий, особенно неявное утверждение о том, что «мышление третьей культуры» — это в основном американская разработка. Критики признают, что, хотя в англоязычных культурах существует большая традиция, когда ученые пишут популярные книги, в немецком и французском языках такая традиция долгое время отсутствовала, и пробел часто заполняли журналисты. Однако несколько десятилетий назад трудились ученые, такие как физики Гейзенберг и Шрёдингер и психолог Пиаже, которые следовали критериям, которые Брокман назвал «третьей культурой». Немецкий писатель Габор Паал предположил, что идея «третьей культуры» является довольно современной версией того, что Гегель называл Realphilosophie (философией реального).
Уже в межвоенный период Отто Нейрат и другие члены Венского кружка всячески пропагандировали необходимость как единства науки, так и популяризации новых научных концепций. С приходом нацистов в Германию и Австрию многие члены Венского кружка уехали в Соединенные Штаты, где преподавали в нескольких университетах, что привело к распространению их философских идей в англо-саксонском мире на протяжении 1930—1940-х годов.

## Рекомендации
- Джон Брокман, Третья культура: за пределами научной революции, Саймон и Шустер: 1 995ISBN 0-684-82344-6
- Габор Паал, Был ли это schön? Ästhetik und Erkenntnis, Koenighausen & Neumann (2003), Вюрцбург. ISBN 3-8260-2425-7

## Дальнейшее чтение
- Kelly, Kevin (1998). The Third Culture. Science. 279 (5353): 992–993. doi:10.1126/science.279.5353.992. Reflections on «the Third Culture» from the editor of Wired.